# Czernidłówka wapieniolubna
Czernidłówka wapieniolubna (Coprinopsis stangliana (Enderle, Bender & Gröger) Redhead, Vilgalys & Moncalvo) – gatunek grzybów należący do rodziny kruchaweczkowatych (Psathyrellaceae).

## Systematyka
Pozycja w klasyfikacji według Index Fungorum: Coprinopsis, Psathyrellaceae, Agaricales, Agaricomycetidae, Agaricomycetes, Agaricomycotina, Basidiomycota, Fungi.
Po raz pierwszy opisali go w 1988 r. Manfred Enderle, Harold Bender i Frieder Gröger, nadając mu nazwę Coprinus stanglianus. Późniejsze badania z zakresu filogenetyki molekularnej wykazały, że rodzaj Coprinus nie był taksonem monofiletycznym i należy go rozbić na rodzaje. Obecną nazwę nadali mu w 2001 r. Scott Alan Redhead, Rytas J. Vilgalys i Jean-Marc Moncalvo.
Polską nazwę zarekomendowała w 2025 r. Komisja ds. Polskiego Nazewnictwa Grzybów przy Polskim Towarzystwie Mykologicznym.

## Morfologia
Kapelusz
U młodych okazów, gdy jest jeszcze zamknięty, ma wysokość 4,5–6 cm i średnicę 4,5–5 cm, jest prawie kulisty lub jajowaty, starsze okazy po rozpostarciu się mają kształt stożkowato-dzwonkowaty i osiągają średnicę 10–12,5 cm. W końcowym etapie wskutek autolizy rozpływa się, i szybko ulega deformacji wskutek zaniku części kapelusza, które zamieniają się w spływającą na trzon ciecz. Brzeg cienki, z wiekiem postrzępiony i głęboko spękany. Osłona całkowicie biała do kremowego z bladobrązowymi odcieniami. Powierzchnia nierozszerzonego kapelusza szara, tylko na wierzchołku żółtobrązowa, ciemniejąca od brzegu do środka, w końcu ciemnoszara do czarnej. Początkowo sucha i filcowata, potem staje się wilgotno-tłusta, w końcu mokra i ociekająca, drobno promieniście rowkowana od brzegu do środka. Osłona filcowata, ciągła, całkowicie otaczająca nierozszerzone owocniki na początku, a następnie szybko rozpadająca się na dwie formy: (a) – grube, przypominające płytki, białe do kremowych, o szerokości do 5 mm. Niektóre płytki, szczególnie w pobliżu środka kapelusza, z jasnobrązowymi odcieniami z powodu cienkiej błoniastej warstwy powierzchni; (b) – pod spodem i pomiędzy płytkami osłona jest przylegająca, włóknista, biała, znacznie cieńsza w profilu niż płytki.
Blaszki
O szerokości do 10 mm, wolne, gęste, początkowo jasnokremowe, szybko stające się niebieskoszare, potem czarne i wilgotne, w końcu rozpływające się. Krawędzie białoszare, błyszczące pod soczewką.
Trzon
Wysokość 10–20 m, średnica 1–2 cm, cylindryczny do lekko zwężającego się ku wierzchołkowi, z podstawą rozszerzoną do 3 cm szerokości, bez pochwy, pusty. Powierzchnia delikatnie filcowata, biała z wyjątkiem stref zabarwionych na brązowo zarodnikami, oraz brążową podstawą z powodu skąpych resztek osłony.
Miąższ
Kruchy, łatwo łamliwy i łatwo oddzielający się od kapelusza, biały. U podstawy trzonu matowo biała grzybnia, tworząca ryzomorfy o średnicy do 1,5 mm, luźno związane z bryłą organicznej, rozłożonej ściółki i materiału drzewnego. W 15% KOH brak reakcji na powierzchni kapelusza lub trzonu i miąższu. Zapach niecharakterystyczny. Smak łagodny.
Wysyp zarodników
Czarny.

## Występowanie i siedlisko
Podano stanowiska w Europie, Ameryce Północnej i w Australii. W Polsce jego stanowisko w 2011 r. podali B. Gierczyk i inni.
Saprotrof. Rośnie w lasach nas glebach bogatych w materię organiczną, zwłaszcza próchniejące resztki drzewne, Owocniki pojedynczo lub w grupach. Na miejscach bogatych w substancje organiczne tworzy kolejne rzuty owocników przez dłuższy czas.